# Johann Scheid
Johann Scheid (* 14. September 1925 in Regensburg; † 17. April 2008 ebenda) war ein deutscher Ingenieur, Handwerkskammerpräsident und bayerischer Senator.

## Leben
Scheid machte nach dem Besuch der Volksschule und der Wirtschaftsaufbauschule in Regensburg die Lehre zum Zimmerer im elterlichen Betrieb. Nach dem Einsatz im Zweiten Weltkrieg folgte ein Ingenieurstudium an der Fachhochschule Regensburg, das er als Diplom-Ingenieur beendete.
1948 wurde er Teilhaber im Geschäft seiner Eltern. 1979 wurde er persönlich haftender Gesellschafter der Firma Scheid-Holzbau. Er war Obermeister der Zimmerer-Innung Regensburg, saß im Vorstand der Kreishandwerkerschaft und der Bau-Innung Regensburg und war von 1979 bis 1994 Präsident der Handwerkskammer Niederbayern-Oberpfalz und danach dort Ehrenpräsident.
Von 1988 an gehörte er außerdem dem Präsidium des Zentralverbandes des Deutschen Handwerks an und war dort Vorsitzender des Hauptausschusses für Finanz- und Steuerpolitik. Ferner war er Mitglied und ab 1976 Vorsitzender des Aufsichtsrates der Volksbank Regensburg. 1986 wurde er von der Stadt Regensburg für seine Verdienste um den Wirtschaftsstandort Regensburg mit der Matthäus-Runtinger-Medaille geehrt. Von 1992 bis 1997 gehörte er dem Bayerischen Senat an.